# Lasaea rubra
Lasaea rubra är en musselart som först beskrevs av Montagu 1803.  Lasaea rubra ingår i släktet Lasaea och familjen Lasaeidae. Inga underarter finns listade i Catalogue of Life.